# DB 240 sorozat
A DB 240 egy német Co'Co' tengelyelrendezésű dízelmozdony-sorozat. A MaK, a Krupp és a ABB gyártotta 1989-ben. Összesen három darab készült a sorozatból.

## Története
A német mozdonygyártó ipar a saját költségére legyártott 3 darab prototípus mozdonyt, amelyeket DE 1024 típusjelzéssel láttak el. A hattengelyes, 160 km/h sebességű mozdonyokat egy 2650 kW-os dízelmotor hajtotta, háromfázisú aszinkron vontatómotorokat táplálva. A mozdonyokat a Deutsche Bundesbahn 1990-ben bérbe vette kipróbálás céljára, és Észak-Németországban vetették be őket. Azonban megvételükre nem került sor, mert egyrészt az északnémet fővonalak villamosítás előtt álltak, másrészt a Deutsche Bahn megalakulásával sok DB 232-es fővonali dízelmozdony érkezett az egykori Deutsche Reichsbahn mozdonyállományából.
A visszaadás után a HGK (Häfen und Güterverkehr Köln AG) magánvasút megvásárolta a mozdonyokat, átfestette, és DE 11 - DE 13 számokon használatba vette. A 2000-es években a DE 11 és DE 12 vezetőállásai kigyulladtak, ezeket Brühl-Vochem fenntartási telepükön leállították, így ma már csak a DE 13 üzemel a sorozatból.
A mozdony koncepciója és formája még a DE 2700 sorozatnál visszaköszönt, melyeket a NSB-nek gyártottak, de az ottani problémák miatt visszaadtak, jelenleg a Nord-Ostsee-Bahn üzemelnek. További gyártása nem várható, mert a Vossloh Locomotives (a MaK utódja) ma már az Euro4000 mozdonyt építteti és kínálja.